# Oeglitzsch

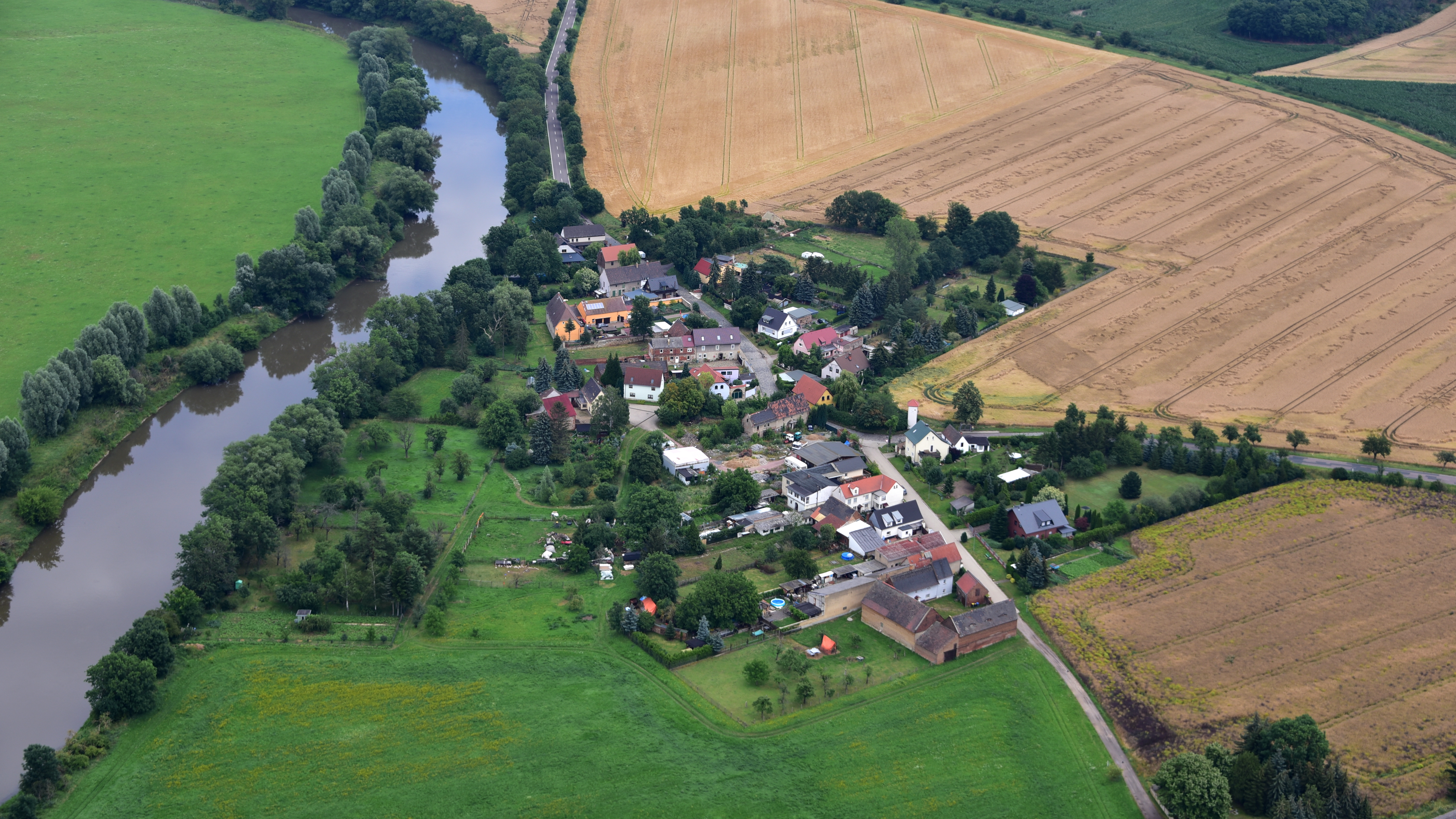
Luftaufnahme von Oeglitzsch (2017)

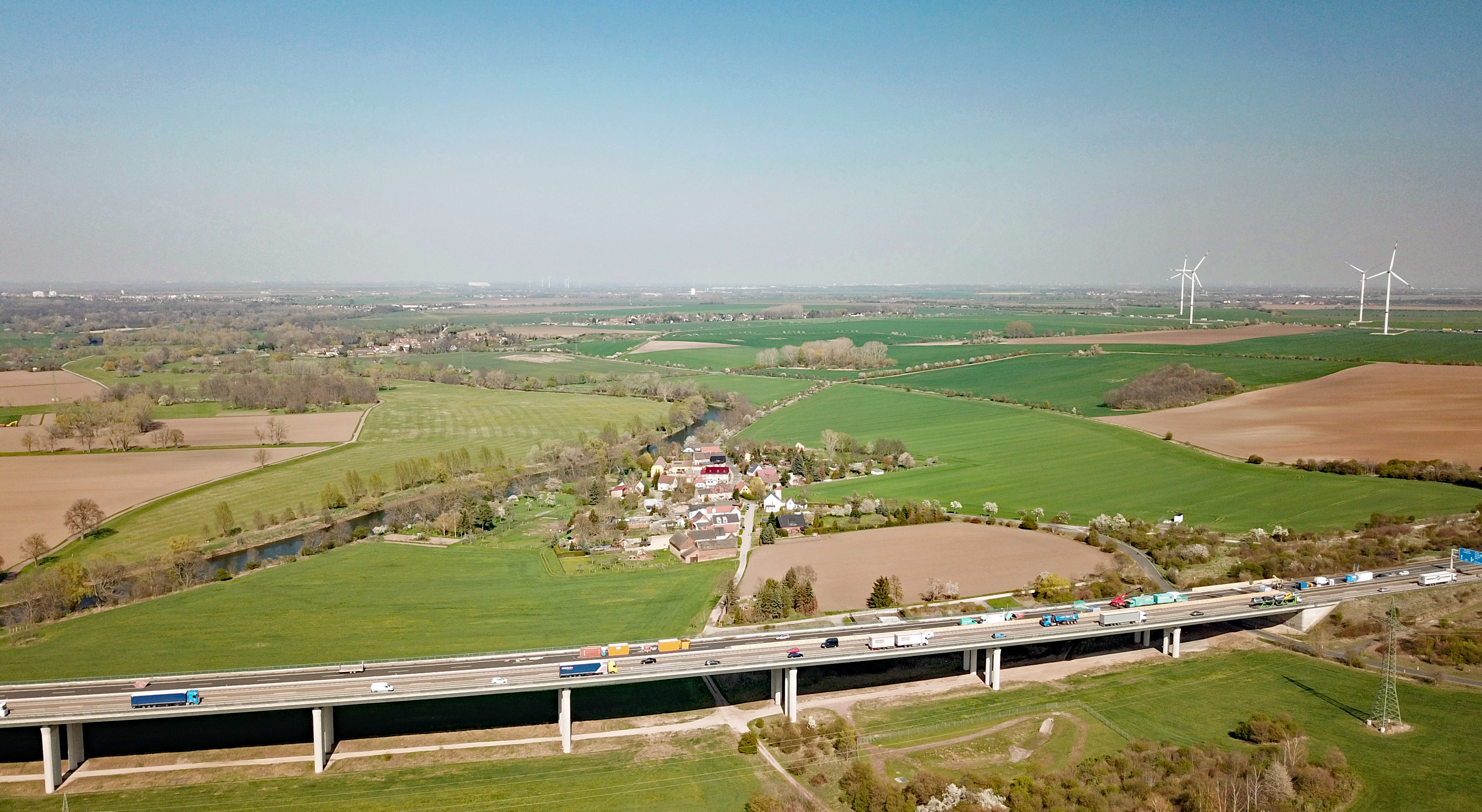
Saalebrücke Schkortleben der Autobahn 38 mit Blick auf Oeglitzsch

Oeglitzsch ist eine zum Ortsteil Dehlitz (Saale)  der Stadt Lützen im Burgenlandkreis in Sachsen-Anhalt gehörige Ortschaft.

## Geografische Lage
Der Ort liegt auf dem rechten Ufer der Saale.

## Geschichte
Oeglitzsch gehörte bis 1815 zum Kurfürstentum Sachsen bzw. zum Königreich Sachsen und unterstand dem hochstift-merseburgischen Amt Lützen, das seit 1561 unter kursächsischer Hoheit stand und zwischen 1656/57 und 1738 zum Sekundogenitur-Fürstentum Sachsen-Merseburg gehörte.
Das Dorf, in dem sich ein Rittergut als Mannlehen befand, das lediglich die Berechtigung hatte, Zinsen im Dorf zu erheben und dort die Patrimonialgerichtsbarkeit auszuüben, aber auch über keine Gebäude oder Grundstücke verfügte, war nach Schkortleben eingepfarrt. Besitzer des Rittergutes waren die Familie von Posern; von Rockhausen, von Biesenroth, von Dieskau, von der Sahla, von Rex und von Geißmar, von Breitenbauch, Brand von Lindau, von Seydewitz, Hiecke, Weinich und Franz Wilhelm Scharf (ab 1817).
Durch die Beschlüsse des Wiener Kongresses kam Oeglitzsch mit dem Westteil des Amts Lützen im Jahre 1815 zum Königreich Preußen. Es wurde 1816 dem Regierungsbezirk Merseburg der Provinz Sachsen zugeteilt.
Bei der ersten Kreisreform in der DDR wurde Oeglitzsch am 1. Juli 1950 in den Kreis Weißenfels umgegliedert und am 20. Juli 1950 mit den Gemeinden Dehlitz und Lösau zur Gemeinde Dehlitz vereinigt. Bei der zweiten Kreisreform 1952 kam Dehlitz zum Kreis Weißenfels im Bezirk Halle, der 1990 wieder zum Landkreis Weißenfels wurde und im Jahr 2007 im Burgenlandkreis aufging. 
Die Gemeinde Dehlitz wurde per Gesetz am 1. Januar 2011 in die Stadt Lützen eingemeindet.

## Sehenswürdigkeiten
- Kriegerdenkmal